# Un amore grande/La mia anima
Un amore grande/La mia anima è un singolo di Pupo pubblicato nel 1984.
Sempre nello stesso anno il cantautore toscano partecipò con la prima traccia alla trentaquattresima edizione del Festival di Sanremo con il raggiungimento del quarto posto. 
In un'intervista effettuata dallo stesso Pupo, Loretta Goggi ha smentito categoricamente di aver mai deciso di partecipare al Festival di Sanremo 1984 con il brano Un amore grande, o di essersi ritirata, leggenda metropolitana viva ancora oggi, ma semplicemente di non aver mai accettato di parteciparvi, in quanto in quel periodo conduceva con successo la seconda edizione di Loretta Goggi in quiz aggiungendo che fu presentata una lettera di adesione che aveva una sua firma malamente contraffatta. La Goggi ha dichiarato nella stessa intervista di aver vinto una causa legale contro chi ha portato come prova la lettera di adesione falsa e ha messo in giro le voci di un suo forfait all'ultimo momento.
Il brano fu proposto in un primo momento anche a Giuni Russo ma i dissapori della cantante con la sua casa discografica di allora, la CGD e quelli privati con Caterina Caselli non le permisero di partecipare alla kermesse, e fu infine ereditato da Pupo, che ne prese il posto e risultò alla fine quarto. Otto anni più tardi l'artista rivelò di aver pilotato quel piazzamento investendo 75 milioni di lire in schedine del Totip (il cui acquisto dava diritto a votare per i concorrenti in gara al festival). 
Pertanto, quest'ultima traccia è anche un singolo della cantante romana pubblicato sempre nel 1984 con il lato b intitolato Solo un'amica. La seconda traccia intitolata La mia anima sarà anche il lato b di un altro singolo di Pupo che prende il nome di Amore italiano, pubblicato nel 1987.
Entrambe le tracce di Pupo sono incluse nell'album Malattia d'amore.

## Tracce
1. Un amore grande – 3:30
2. La mia anima – 3:25